# Llica
Llica är en ort i Bolivia.   Den ligger i departementet Potosí, i den sydvästra delen av landet, 300 km väster om huvudstaden Sucre. Llica ligger 3 684 meter över havet och antalet invånare är 553.
Terrängen runt Llica är kuperad åt nordväst, men åt sydost är den platt. Trakten runt Llica är nära nog obefolkad, med mindre än två invånare per kvadratkilometer.. Det finns inga andra samhällen i närheten. 
Trakten runt Llica är ofruktbar med lite eller ingen växtlighet.